# スピロデカンジオン
スピロデカンジオン(spirodecanedione)は化学式がC10H14O2の化合物。スピロデカンに2個のケトンが置換した構造が特徴。